# Imperi Tu'i Tonga
L'Imperi Tuʻi Tonga  o Imperi tongalès va ser un poderós imperi d'Oceania. Estava centrat a Tonga, a l'illa de Tongatapu, amb capital a Muʻa. En la seva màxima esplendor, l'imperi s'estenia des de Niue fins a Tikopia i tenia una gran capacitat d'influència sobre els territoris i pobles veïns.
L'imperi es va formar al voltant de l'any 950 després del declivi de Tuʻi Manuʻa a Samoa i de Tuʻi Pulotu a Fiji. Hauria sigut contemporani a l'Imperi micronèsic basat en Yap.
El capità James Cook va observar i enregistrar els seus relats dels reialmes de Tuʻi Tonga durant les seves visites a les illes amigues de Tonga.

## Principis de l'imperi
Tonga estava sota la important influència de Tuʻi Pulotu i especialment de Tuʻi Manuʻa, que controlaven una gran part de Tonga. Després de diverses guerres sagnants, Tonga va ser capaç d'alliberar-se de la dominació exterior. D'aquesta manera, una dinastia sota el títol de Tuʻi Tonga va ser formada. El primer Tuʻi Tonga, emperador tongalès, va ser ʻAhoʻeitu, la mare del qual era d'una important família samoana noble. El seu pare, Tangaloa ʻEitumatupuʻa, era una divinitat, un alt càrrec religiós samoà. A causa d'això, el cap de la dinastia va ser reconegut com una persona capaç de reunir en ell mateix els dos conceptes: el secular i el religiós, semblantment al rol que exercien els faraons egipcis. La seva capital era situada a Toloa, però la capital seria moguda a Heketā sota el mandat del novè Tuʻi Tonga.

## L'expansió (1200-1500)
Sota el mandat del desè Tuʻi Tonga, King Momo i el seu fill Tuʻitātui (l'onzè Tuʻi Tonga), l'imperi es va expandir fins a incloure tota Fiji i part de Samoa. L'imperi va continuar expandint els fronts fins que va incloure tota la Polinèsia occidental i central, algunes parts de Melanèsia, i Micronèsia. L'imperi en la seva màxima esplendor dominava al voltant de tres milions de quilòmetres quadrats de l'oceà. Moltes àrees que no estaven sota el control directe de l'imperi eren forçades a pagar tributs. La capital va ser moguda sota el mandat del fill de Tuitātui a la més coneguda i pròspera capital en tota la història de l'imperi, Muʻa.

### Flota imperial
Els èxits de l'imperi estaven basats en la seva flota imperial. Les embarcacions més comunes eren les canoes per als llargs recorreguts que sovint tenien veles quadrades. Les més llargues podien transportar al voltant de 100 soldats.
Durant les invasions tongues de les illes Wallis i Futuna als segles XV i XVI, les illes es van defensar amb diferents nivells de resistència, però també van acceptar diversos graus d'assimilació. Futuna va conservar més de les seves característiques culturals pre-tongueses, mentre que Wallis (Uvea) va experimentar canvis fonamentals més grans en la seva societat, llengua i cultura.